# ECL82

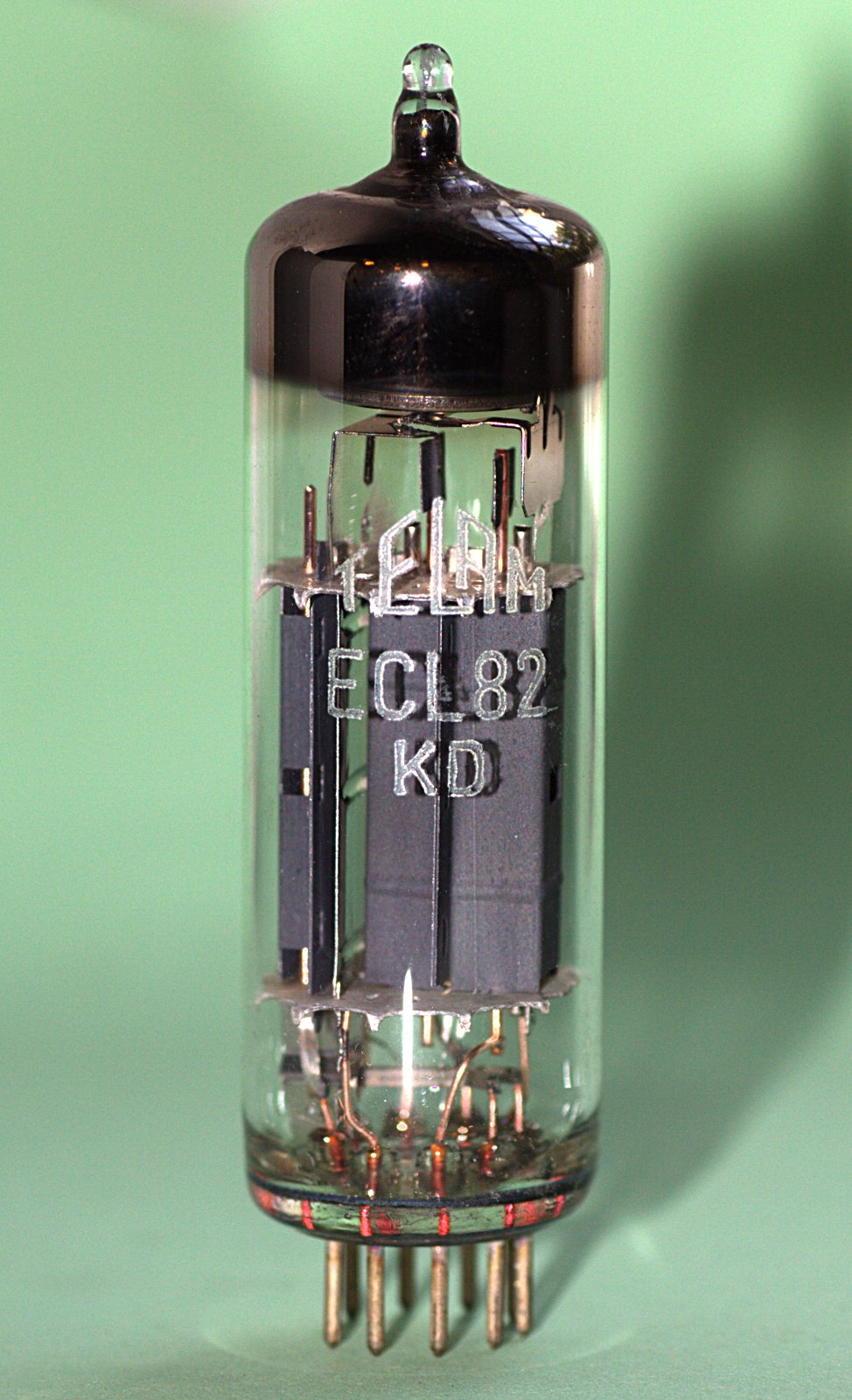
ECL82

La válvula ECL82 es una válvula doble con un triodo y un pentodo con base miniatura de 9 pines (B9A). Sus equivalentes son la 6BM8, 6F3P y la 6PL12

## Especificaciones
Tiene un consumo de filamento de 6,3V 0,78A, existen otras versiones con diferente filamento: La PCL82 (16V 0,3A), la UCL82 (50V 0,1A), la LCL82 (10,7V 0,45A) y la XCL82(8,2V 0,6A). Sus conexiones son las siguientes: 

Pin 1: Reja del triodo 

Pin 2: Conexión al cátodo del pentodo, la reja supresora y a la pantalla 

Pin 3: Reja de control del pentodo 

Pin 4: Filamento 

Pin 5: Filamento 

Pin 6: Ánodo del pentodo 

Pin 7: Reja de pantalla del pentodo 

Pin 8: Cátodo del triodo 

Pin 9: Ánodo del triodo 

## Aplicaciones
Es muy utilizada actualmente como válvula para amplificadores de guitarra de poca potencia o amplificadores HiFi. En los TV de blanco y negro se utilizaba tanto como amplificadora de audio como para válvula de salida de cuadro. También fue muy utilizada como amplificadora para tocadiscos portátiles, sin embargo, la aparición de la válvula ECL86 la desplazó de este entorno.